# 프르제발스키레밍
프르제발스키레밍(Eolagurus przewalskii)은 비단털쥐과에 속하는 설치류의 일종이다. 중국과 몽골에서 발견된다.